# Chelonus curvipes
Chelonus curvipes är en stekelart som beskrevs av Vladimir Ivanovich Tobias 1985. Chelonus curvipes ingår i släktet Chelonus och familjen bracksteklar. Inga underarter finns listade i Catalogue of Life.